# 리브 도슨
리브 도슨(Liv Dawson)은 잉글랜드의 싱어송라이터이다.

## 음반 목록

### EP
- Open Your Eyes (2016)
- Bedroom (2018)